# Guarda, Bồ Đào Nha
Guarda (phát âm tiếng Bồ Đào Nha: [ˈɡwaɾdɐ]) là một thành phố và município thuộc tỉnh Guarda, phân vùng Beira Interior Norte của vùng Centro, Bồ Đào Nha. Dân số tính đến năm 2011 là 42.541 người, với diện tích 712,10 km². Thành phố Guarda được lập nên bởi Vua Sancho I năm 1199.

## Địa phận
Guarda là thành phố đông dân nhất tỉnh Guarda. Thánh phố giáp với Pinhel về phía bắc, Almeida về phía đông, Sabugal về phía đông nam, Belmonte và Covilhã về phía nam, Manteigas và Gouveia về phía tây và Celorico da Beira về phía tây bắc.
Guarda là thành phố cao nhất trên Bồ Đào Nha lục địa (độ cao 1.056 m), nằm bên mạn tây bắc của Serra da Estrela (dãy núi cao nhất Bồ Đào Nha lục địa). Điểm thu hút chính ở Guarda là nhà thờ chính tòa, gọi là Sé da Guarda.

## Freguesia
Guarda bao gồm 43 freguesia sau:
- Adão
- Aldeia do Bispo
- Aldeia Viçosa
- Alvendre
- Arrifana
- Avelãs da Ribeira
- Avelãs de Ambom e Rocamondo
- Benespera
- Casal de Cinza
- Castanheira
- Cavadoude
- Codesseiro
- Corujeira e Trinta
- Faia
- Famalicão
- Fernão Joanes
- Gonçalo
- Gonçalo Bocas
- Guarda
- Jarmelo São Miguel
- Jarmelo São Pedro
- João Antão
- Maçainhas
- Marmeleiro
- Meios
- Mizarela, Pêro Soares e Vila Soeiro
- Panóias de Cima
- Pega
- Pêra do Moço
- Porto da Carne
- Pousade e Albardo
- Ramela
- Rochoso e Monte Margarida
- Santana da Azinha
- Sobral da Serra
- Vale de Estrela
- Valhelhas
- Vela
- Videmonte
- Vila Cortês do Mondego
- Vila Fernando
- Vila Franca do Deão
- Vila Garcia

## Khí hậu
Guarda có khí hậu Địa Trung Hải lục địa mát mẻ.

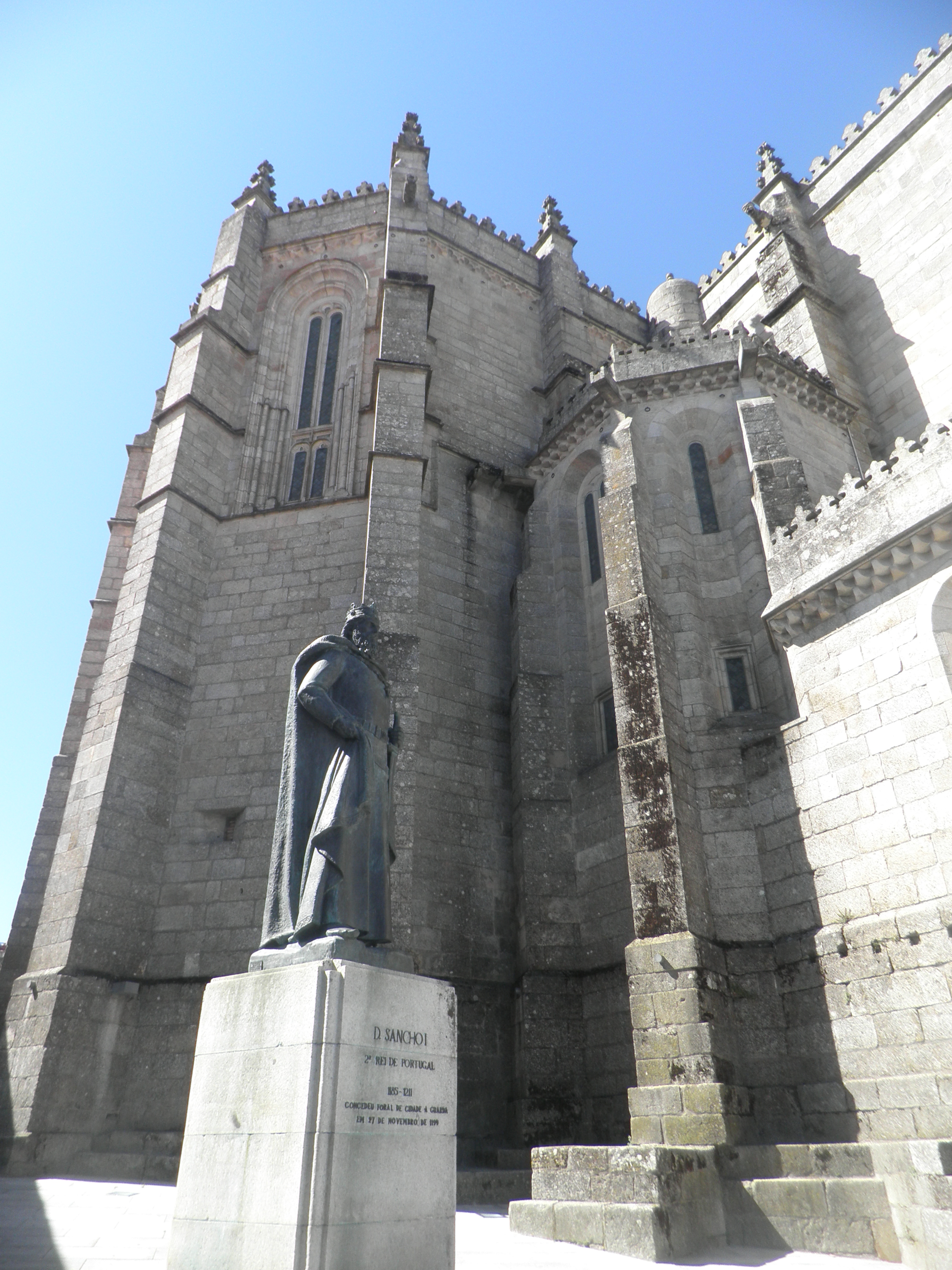
Sé Cathedral và tượng Dom Sancho I

| Dữ liệu khí hậu của Guarda, Portugal, 1981-2010 | Dữ liệu khí hậu của Guarda, Portugal, 1981-2010 | Dữ liệu khí hậu của Guarda, Portugal, 1981-2010 | Dữ liệu khí hậu của Guarda, Portugal, 1981-2010 | Dữ liệu khí hậu của Guarda, Portugal, 1981-2010 | Dữ liệu khí hậu của Guarda, Portugal, 1981-2010 | Dữ liệu khí hậu của Guarda, Portugal, 1981-2010 | Dữ liệu khí hậu của Guarda, Portugal, 1981-2010 | Dữ liệu khí hậu của Guarda, Portugal, 1981-2010 | Dữ liệu khí hậu của Guarda, Portugal, 1981-2010 | Dữ liệu khí hậu của Guarda, Portugal, 1981-2010 | Dữ liệu khí hậu của Guarda, Portugal, 1981-2010 | Dữ liệu khí hậu của Guarda, Portugal, 1981-2010 | Dữ liệu khí hậu của Guarda, Portugal, 1981-2010 |
| Tháng                                           | 1                                               | 2                                               | 3                                               | 4                                               | 5                                               | 6                                               | 7                                               | 8                                               | 9                                               | 10                                              | 11                                              | 12                                              | Năm                                             |
| ----------------------------------------------- | ----------------------------------------------- | ----------------------------------------------- | ----------------------------------------------- | ----------------------------------------------- | ----------------------------------------------- | ----------------------------------------------- | ----------------------------------------------- | ----------------------------------------------- | ----------------------------------------------- | ----------------------------------------------- | ----------------------------------------------- | ----------------------------------------------- | ----------------------------------------------- |
| Cao kỉ lục °C (°F)                              | 15.2 (59.4)                                     | 17.6 (63.7)                                     | 23.0 (73.4)                                     | 24.5 (76.1)                                     | 30.8 (87.4)                                     | 33.7 (92.7)                                     | 38.3 (100.9)                                    | 34.6 (94.3)                                     | 36.0 (96.8)                                     | 27.0 (80.6)                                     | 21.3 (70.3)                                     | 15.8 (60.4)                                     | 38.3 (100.9)                                    |
| Trung bình ngày tối đa °C (°F)                  | 6.8 (44.2)                                      | 8.6 (47.5)                                      | 11.4 (52.5)                                     | 12.4 (54.3)                                     | 16.4 (61.5)                                     | 21.2 (70.2)                                     | 25.1 (77.2)                                     | 25.0 (77.0)                                     | 21.1 (70.0)                                     | 15.0 (59.0)                                     | 10.0 (50.0)                                     | 7.8 (46.0)                                      | 15.0 (59.0)                                     |
| Tối thiểu trung bình ngày °C (°F)               | 1.2 (34.2)                                      | 2.3 (36.1)                                      | 3.7 (38.7)                                      | 4.6 (40.3)                                      | 7.7 (45.9)                                      | 11.3 (52.3)                                     | 14.0 (57.2)                                     | 13.9 (57.0)                                     | 11.9 (53.4)                                     | 8.3 (46.9)                                      | 5.0 (41.0)                                      | 2.9 (37.2)                                      | 7.2 (45.0)                                      |
| Thấp kỉ lục °C (°F)                             | −10.8 (12.6)                                    | −6.2 (20.8)                                     | −8.0 (17.6)                                     | −3.8 (25.2)                                     | −1.8 (28.8)                                     | 1.2 (34.2)                                      | 4.4 (39.9)                                      | 6.0 (42.8)                                      | 3.5 (38.3)                                      | −0.6 (30.9)                                     | −7.5 (18.5)                                     | −6.7 (19.9)                                     | −10.8 (12.6)                                    |
| Lượng Giáng thủy trung bình mm (inches)         | 104.8 (4.13)                                    | 71.2 (2.80)                                     | 59.4 (2.34)                                     | 86.7 (3.41)                                     | 86.3 (3.40)                                     | 33.9 (1.33)                                     | 18.2 (0.72)                                     | 10.4 (0.41)                                     | 58.2 (2.29)                                     | 107.4 (4.23)                                    | 127.1 (5.00)                                    | 150.6 (5.93)                                    | 914.2 (35.99)                                   |
| Nguồn:                                          |                                                 |                                                 |                                                 |                                                 |                                                 |                                                 |                                                 |                                                 |                                                 |                                                 |                                                 |                                                 |                                                 |